# Шёлковые чулки (фильм)
«Шёлковые чулки» (англ. Silk Stockings) — цветной, широкоэкранный (система «Синемаскоп») музыкальный фильм 1957 года компании MGM и Arthur Freed Production. Ремейк фильма «Ниночка» с Гретой Гарбо. Экранизация мюзикла «Шёлковые чулки» (англ.) по книге Джорджа Кауфмана, Лилин МакГраф и Абе Барроуз.
Таглайн — «BIG BOUNCY BEAUTIFUL!» (Большой, живой, красивый!).
Премия «Золотой глобус» 1958 года за лучший фильм и лучшую актрису (Сид Чарисс) в категории комедийных/музыкальных фильмов.
MGM купили права на фильм за 300 000 долларов. Репетиции начались 18 сентября 1956 года, а съёмки закончились 31 января 1957 года.

## Сюжет
После того как три советских агента тт. Бранков, Бибинский и Иванов проваливают свою миссию по возвращению композитора Петра Ильича Борового из Парижа, красивая, но неприступная для соблазнов Ниночка Ющенко получает задание вернуть их и композитора…

## В ролях
- Фред Астер — Стив Кенфилд
- Сид Чарисс — Нина Ющенко
- Дженис Пейдж — Пегги Дайтон
- Питер Лорре — комиссар Бранков
- Жиль Маншин — комиссар Бибинский
- Йозеф Бюлов — комиссар Иванов
- Джордж Тобиас — комиссар искусств Василий Маркович
- Вим Зонневельд — композитор Пётр Ильич Боровой
- Зоя Карабанова — Волотова

## Саундтрек
Автор и композитор — Коул Портер (также автор и композитор оригинального мюзикла).
- «All of You» / В этом вся Ты
- «Satin and Silk» / Атлас и шёлк
- «Fated to Be Mated» / Обречённые быть вместе
- «Siberia» / Сибирь
- «Paris Loves Lovers» / Париж любит влюблённых
- «Without Love» / Без любви
- «It’s a Chemical Reaction that’s all» / Это химическая реакция и всё
- «Josephine» / Жозефина
- «Stereophonic Sound» / Стереофонический звук
- «Too Bad (We Can’t Go Back to Moscow)» / К сожалению (Мы не можем вернуться в Москву)
- «The Ritz Roll and Rock» / Ритц Ролл-энд-Рок
- «Red Blues» / Красный блюз

## Касса
Согласно отчетам MGM, фильм заработал 1 740 000 долларов в США и Канаде и 1 060 000 долларов в других местах, что привело к потере 1 399 000 долларов.